# The Link That Binds
The Link That Binds est un film muet américain réalisé par Frank Lloyd et sorti en 1914.

## Synopsis
Le film suit l'histoire d'un père et de son fils sur plusieurs années.

## Fiche technique
- Titre : The Link That Binds
- Réalisation : Frank Lloyd
- Scénario : Frank Lloyd, Phil Walsh
- Production : Rex Motion Picture Company
- Distribution : Universal Film Manufacturing Company
- Genre : Film dramatique
- Date de sortie : 
  - États-Unis : 8 novembre 1914

## Distribution
- Herbert Rawlinson : Donald McClain
- Helen Leslie : Jessie Guthrie
- Frank Lloyd : Angus Guthrie, le père de Jessie
- William Worthington : McClain, le père de Donald